# Lynyrd Skynyrd 1991
Lynyrd Skynyrd 1991 és el sisè àlbum d'estudi de la banda estatunidenca Lynyrd Skynyrd i fou publicat l'11 de juny de 1991. Es tracta del primer treball realitzat des de la mort d'alguns dels membres del grup produït en un accident aeri l'any 1997 (Ronnie Van Zant i Steve Gaines), i també la mort d'Allen Collins el 1990 a causa d'una pneumònia crònica.

## Llista de cançons
Cara A
1. "Smokestack Lightning" - 4:28
2. "Keeping the Faith" - 5:18
3. "Southern Women" - 4:16
4. "Pure & Simple" - 3:09
5. "I've Seen Enough" - 4:22
6. "Backstreet Crawler" - 5:31

Cara B
1. "Good Thing" - 5:28
2. "Money Man" - 3:46
3. "It's a Killer" - 3:54
4. "Mama (Afraid to Say Goodbye)" - 6:44
5. "End of the Road" - 4:34

## Personal
- Johnny Van Zant − cantant
- Gary Rossington − guitarra
- Ed King − guitarra
- Randall Hall − guitarra
- Leon Wilkeson − baix
- Billy Powell − teclat, piano
- Artimus Pyle − bateria, percussió
- Kurt Custer − bateria

Altres
- Dale Krantz Rossington − veus addicionals
- Stephanie Bolton − veus addicionals
- Susan Marshall − veus addicionals